# Lista över generalsekreterare i Vietnams kommunistiska parti
Lista över generalsekreterare i Vietnams kommunistiska parti
- 1976 – 1986-07-10 Lê Duẩn (1908–1986)
- 1986 – 1986-12-18 Trường Chinh  (1908–1988)
- 1986 – 1991-06-27 Nguyễn Văn Linh (1913–1998)
- 1991 – 1997-12-29 Đỗ Mười  (1917–2018)
- 1997 – 2001-04-22 Lê Khả Phiêu (1931–2020)
- 2001 – 2011-01-19 Nông Đức Mạnh, f. 1940
- 2011 – 2024-07-19 Nguyễn Phú Trọng (1944–2024)